# Sockbridge and Tirril
Sockbridge and Tirril est une paroisse civile de Cumbria, située dans le nord-ouest de l'Angleterre.